# José Calviño Domínguez
José Calviño Domínguez, nascut a Lores (Meaño), va ser un advocat, polític i periodista gallec, governador civil i diputat a Corts durant la Segona República Espanyola.

## Biografia
Fill del metge Marcial Calviño Cobas. Va cursar la carrera de Dret en la Universitat de Santiago de Compostel·la per la qual va obtenir el títol de Llicenciat en 1913. Fou nomenat jutge municipal de Meaño per al període 1918-1922, però va renunciar al càrrec i es va establir en la Corunya com a procurador en 1918.
Com a periodista, a partir de 1918, col·laborà als periòdics Vida Gallega, El Ideal Gallego i El Pueblo Gallego, del que en fou corresponsal a la Corunya, i també en la revista Vida (revista). En 1923 es va casar amb Dolores Iglesias Babé.

## Trajectòria política
En 1920 es va presentar com a republicà a les eleccions municipals de La Corunya, però no va resultar triat.
De 1922 a 1924 va ser militant de la Irmandade Nazonalista Galega, secció de Casares Quiroga i de les Irmandades da Fala de La Corunya de 1926 a 1931.
En 1929 participà junt a Casares Quiroga, líder de l'organització, en la creació de l'Organització Gallega Republicana Gallega Autònoma (ORGA). Un any després amb l'objectiu d'unir a tot el republicanisme gallec sota unes úniques sigles, es va realitzar el Pacte de Lestrove, en el qual va intervenir José Calviño, i el resultat del qual va ser la creació de la Federació Republicana Gallega (FRG), de la qual José Calviño va formar part del seu Comitè Executiu.
Amb la proclamació de la Segona República Espanyola, i de la mà de Casares Quiroga, ocupà els següents càrrecs:
- Director General d'Administració Local en 1931.
- Governador civil de Lugo. (abril 1931 - agost 1931)
- Governador civil de Pontevedra. (agost 1931-octubre 1931)[5]
- Governador civil de Biscaia. (octubre 1931-setembre 1932),[6] simultanejat amb el càrrec de Delegat especial amb jurisdicció en les províncies basques i Navarra.[7]
- Director general d'Administració. (setembre 1932-maig 1933)[8]
- Director general de Beneficència. (maig 1933- setembre 1933)[9]

A les eleccions generals espanyoles de 1933 va ser candidat de l'ORGA per Lugo, sense resultar elegit diputat. Integrat en Izquierda Republicana, va ser elegit diputat del Front Popular per la província de La Corunya a les eleccions generals de 1936.
A l'inici de la guerra civil es va veure obligat a escapar de Galícia juntament amb el seu germà, i es va exiliar aFrança. Per llavors estava molt enfrontat a Casares Quiroga, però seguia sent un republicà convençut.
Després de l'ocupació alemanya del país veí, en 1940, va ser detingut a Biarritz per la Gestapo en confondre'l amb el socialista José Calviño Ozores.